# Os Irmãos Grimm
Os Irmãos Grimm (no original em inglês: The Brothers Grimm) é um filme tcheco-estadunidense de 2005, dirigido por Terry Gilliam.
Em junho de 2004 um problema nos sets de filmagens forçou o diretor Terry Gilliam a adiar as filmagens em seis meses. Gilliam começou então a trabalhar em Tideland, tendo retomado o trabalho em Os Irmãos Grimm em janeiro de 2005. O orçamento de Os Irmãos Grimm foi de 80 milhões de dólares, tendo arrecadado cerca de 105 milhões em todo mundo.[carece de fontes?]

## Sinopse
O filme conta a história dos irmãos Grimm que após serem descobertos pelas suas grandes farsas como caçadores são obrigados a resolver o mistério de uma floresta amaldiçoada às margens de uma pequena vila, para tentar recuperar sua boa fama.

## Elenco
- Matt Damon .... Wilhelm "Will" Grimm
- Heath Ledger .... Jakob "Jake" Grimm
- Mackenzie Crook .... Hidlick
- Richard Ridings .... Bunst
- Peter Stormare .... Mercurio Cavaldi
- Julian Bleach .... Letorc
- Bruce MacEwen .... Dax
- Jonathan Pryce .... General Vavarin Delatombe
- Denisa Vokurkova .... Greta
- Martin Sventlik .... Hans
- Jan Unger .... Gregor
- Laura Greenwood .... Sasha
- Lena Headey .... Angelika
- Monica Bellucci .... Rainha do Espelho
- Josef Vajnar .... Bispo
- Petr Vrsek .... Rei
- Roger Ashton-Griffiths .... Prefeito
- Tomas Hanak ....Lenhador